# Carrer Buenos Aires (Bilbao)
El carrer Buenos Aires (en basc: Buenos Aires kalea) és un carrer situat en Abando, Bilbao. S'inicia a la Plaça Circular i finalitza a la Plaça Veneçuela, davant del Pont de l'Ajuntament. És una via per la qual transcorre el Tramvia de Bilbao.
El carrer està sotmès a Cavalcada de Reis el 2023. La cavalcada comença a la Plaça Sagrado Corazón i acaba a l'ajuntament.